# Andy Roddick
Andrew Stephen Roddick (Omaha, Nebraska, 30 de agosto de 1982), más conocido como Andy Roddick, es un extenista profesional estadounidense, que llegó a ser número 1 del Ranking ATP en 2003, con 21 años de edad, y además terminando la temporada en esa posición.
Es reconocido como uno de los mejores sacadores de la historia del tenis. De hecho, logró el servicio más rápido registrado en la historia del tenis profesional hasta ese momento, alcanzando los 249 km/h (155 mph) en la Copa Davis 2004, aunque actualmente ocupa el sexto lugar. También terminó su carrera con un total de 9068 aces, siendo actualmente el cuarto tenista con más aces en la historia del tenis detrás de Ivo Karlović, Goran Ivanišević y Roger Federer. En canchas duras terminó primero, con un total de 6429 aces.
Ganó el Abierto de Estados Unidos 2003 y fue finalista en otros 4 torneos de Grand Slam; en el Abierto de Estados Unidos 2006, y en Wimbledon 2004, 2005 y 2009, en las cuatro ocasiones siendo derrotado por Roger Federer. También fue campeón en 5 torneos de la serie Masters 1000 y finalista en otras cuatro ocasiones. Además ganó 4 torneos ATP 500 y 22 ATP 250. Ocupó por 13 semanas el n.º 1 del mundo, por 52 semanas el n.º 2, y por 70 semanas el n.º 3.
Es uno de los pocos jugadores de la historia que ha podido terminar 9 temporadas consecutivas entre los 10 mejores del mundo (2002-2010), y también destaca por haber conseguido al menos un título ATP durante 12 temporadas consecutivas (entre 2001 y 2012), hechos que lo convierten en uno de los mejores tenistas de los años 2000 y el mejor estadounidense de dicha época.
Anunció su retiro del tenis profesional el día de su cumpleaños número 30, durante el Abierto de Estados Unidos 2012; este se concretó el día 5 de septiembre al perder frente a Juan Martín del Potro por 6-7, 7-6, 6-2 y 6-4, en octavos de final.

## Biografía
Sus padres han criado a toda una familia de deportistas, ya que el hermano de Andy, John, fue jugador de tenis en la Universidad de Georgia. Su hermano Lawrence, por su parte, ha destacado en buceo y pesca...
La familia Roddick se trasladó a Austin, Texas, cuando Andy tenía 4 años. Seis años después se trasladaron a Boca Ratón, Florida. El motivo de dicho traslado fue promover la carrera tenística de John, pero finalmente fue Andy quien se benefició de este traslado ya que, a los 10 años, comenzó a interesarse por el tenis.
Roddick, que fue una estrella en el equipo de baloncesto del instituto donde estudiaba, acudía a las canchas de tenis a diario para practicar o para participar en torneos. Andy triunfó en el circuito júnior de jugadores de tenis de USA y no transcurrió mucho tiempo antes de que sus padres se percataran de que Andy tenía oportunidades de vivir gracias a su talento con la raqueta.
El afamado entrenador francés Tark Benhabiles acogió a Roddick bajo su protección y le preparó para el circuito júnior mundial. En 1999, entró en tres torneos Futures -donde juegan los juniors- y perdió en la primera ronda de cada uno de ellos. A punto de cumplir los 17 años, la experiencia de competir en sí misma era más importante que el hecho de ganar.
En el año 2000, Roddick emergió con fuerza. Encabezó la lista júnior mundial, después de ganar el Grand Slam de Abierto de Australia Júnior y el Abierto de Estados Unidos Júnior, y alcanzar los cuartos de final del International Júnior Championships of France (Roland Garros en mayores).
Ese mismo año, Andy entró en los campeonatos de la ATP. A pesar de sufrir una intervención quirúrgica en la rodilla en el mes de abril, que le hizo perderse parte de la temporada, su debut fue considerablemente bueno. Ganó un campeonato de nuevos tenistas en Austin y alcanzó las semifinales en el torneo de Las Vegas. Otro título en Burbank y una gran actuación en Knoxville, elevaron a Roddick desde el puesto número 326 hasta el puesto número 160 en noviembre de 2000.
En 2001, su primera temporada completa en la ATP, Roddick terminó de completar el gran comienzo con el que deleitó a los fanes el año anterior. En su décimo torneo de la ATP, Andy se alzó con el título de campeón en Atlanta. La semana siguiente, ganó otro torneo en Houston sin perder ni un solo set. Después de alcanzar la tercera ronda en Roland Garros y Wimbledon, consiguió su tercer título en Washington. A finales de aquel año, Roddick ya estaba situado en el Top 20 de la lista de la ATP y, justamente al cumplir los 19 años, ya era el más joven tenista profesional. Tras más de un año de gira, Andy ya estaba atrayendo la atención del público.
La cumbre de su temporada 2002 se produjo en febrero, cuando ganó un campeonato en Memphis, antes de repetir como campeón en Houston, batiendo al poderoso Pete Sampras en la final. Gracias a estos dos eventos, que fueron las únicas victorias de la temporada, Roddick continuó un año consistente, obteniendo contratos para 56 partidos y alcanzando los cuartos de final del Abierto de Estados Unidos. Andrew finalizó el año con más de un millón de dólares en ganancias y, lo que es más importante, situándose entre los diez primeros tenistas de la ATP.
En el año 2003 y ya convertido en uno de los jugadores más populares y conocidos del tenis masculino, Roddick comenzó a ser algo más que una celebridad del deporte. Reportajes en las revistas GQ y People, entre otras, le retrataron como un hombre atractivo y Andy, recién cumplidos los 20 años, se convirtió en un ídolo para miles de fanes. Ese año comenzó alcanzando semifinales en el Abierto de Australia y en Wimbledon, y consiguió importantes victorias en Londres, Austria e Indianápolis. También ganó importantes Master Series en Montreal y Cincinnati, y en el momento en que los tabloides comenzaron a interesarse por su relación con Mandy Moore, Roddick ya estaba en lo más alto del top. Para redondear aquel gran verano de 2003, contrató a un nuevo entrenador llamado Brad Gilbert y ganó el Abierto de Estados Unidos tras batir al español Juan Carlos Ferrero. Esta victoria le situó en los puestos más elevados de los rankings de la ATP y Andy competía con Ferrero para alcanzar el puesto número uno.

### Vida personal
Roddick comenzó una relación con Brooklyn Decker en 2007, y en marzo de 2008, Roddick anunció en su página web que se habían comprometido. Se casaron el 17 de abril de 2009 en Austin, Texas. El 2 de mayo de 2015 la pareja anunció que esperaban un hijo. Brooklyn dio a luz al primer hijo de la pareja, un niño llamado Hank, el 30 de septiembre de 2015. En julio de 2017, Roddick anunció que él y Decker esperaban su segundo hijo. Su hija Stevie nació el 2 de enero de 2018.

## Carrera

### Desde 2000 hasta 2005

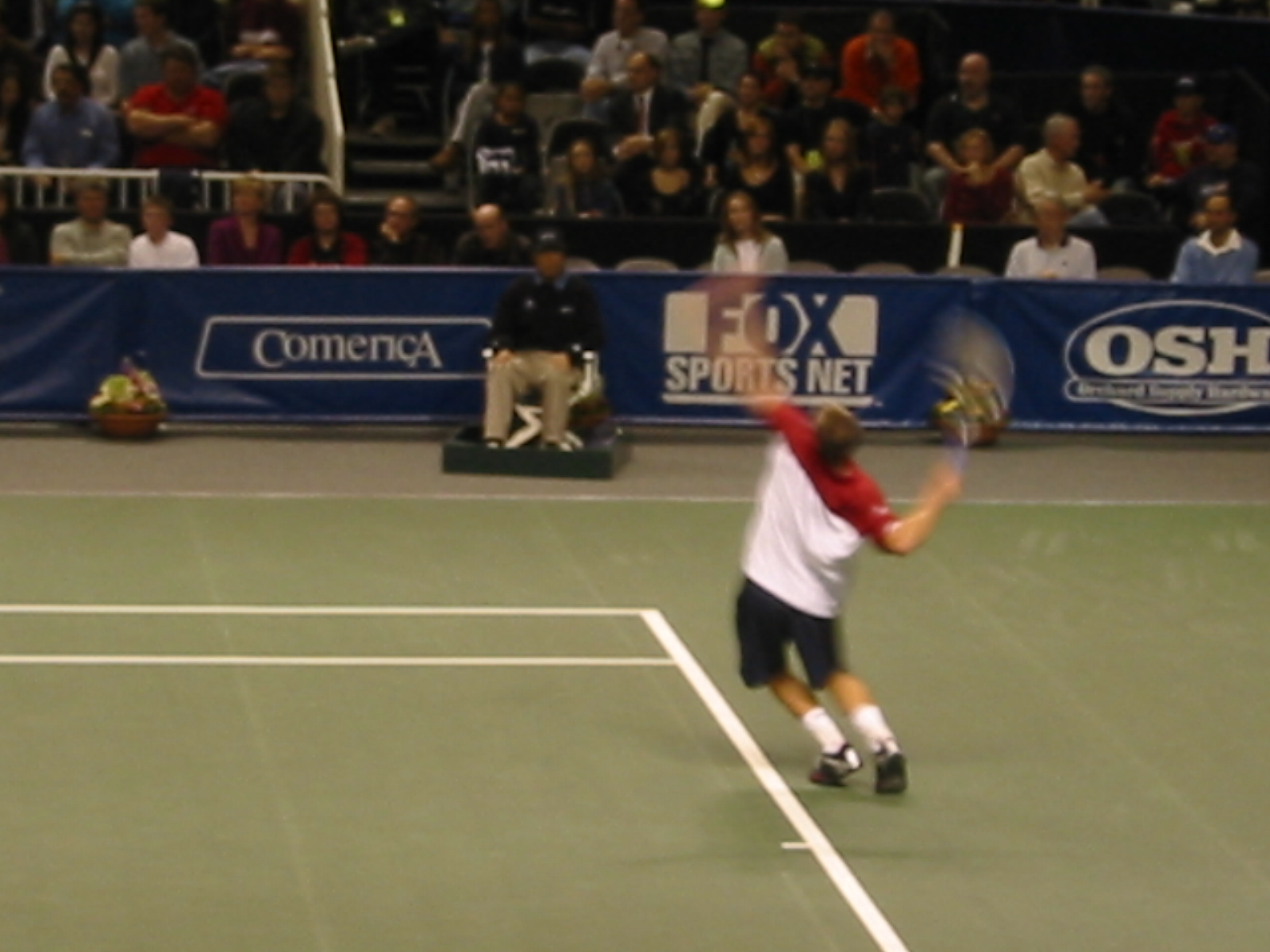
Roddick sacando en 2004.

Roddick pasó a ser profesional en 2000 con 18 años.
En 2001, Andy se vuelve el jugador más joven en terminar el año entre los Top 20 del Ranking ATP. Ese mismo año, en Wimbledon, Andy mostró su potencial al ganarle un set al eventual campeón del torneo, Goran Ivanišević.
Roddick rompió todas las expectativas en 2003, y fue muy considerada su actuación contra Younes El Aynaoui en los cuartos de final del Abierto de Australia, en el que ganó el partido. Roddick y el marroquí disputaron un intenso partido por cinco horas en el que el 21 - 19 a favor de Andy en el quinto set fue el set más largo en un Torneo de Grand Slam en la "Era Open" siendo de 2 horas 23 minutos. Ambos jugadores tuvieron una alta calidad de juego durante todo el partido. En el Abierto de Australia llegó a las semifinales, igual que en Wimbledon donde perdió en sets corridos contra el eventual campeón del torneo, Roger Federer.
En 2003, Roddick logró sus primeros títulos Masters Series en pista dura (Canadá y Cincinnati), y también logró su primer Grand Slam. En el Abierto de Estados Unidos, Andy ganó la final en tres sets contra el español Juan Carlos Ferrero, con un resultado de 6-3, 7-6 y 6-3. Al final de ese año y con la edad de 21 años, Andy terminó como número 1 mundial del ranking ATP, siendo el primer estadounidense en terminar como número 1 desde Andre Agassi en 1999. También se convirtió en el primer estadounidense y el segundo jugador mundial más joven (detrás de Lleyton Hewitt con 20 años y 9 meses) en convertirse en número 1.
Roddick perdió inesperadamente en los cuartos de final del Abierto de Estados Unidos de 2004 en cinco sets contra otro gran sacador Joachim Johansson. En los Juegos Olímpicos de Atenas de ese mismo año, Roddick pierde contra el chileno Fernando González, el eventual ganador de la medalla de bronce, en la tercera ronda. Andy formó parte de la delegación de tenis de Estados Unidos, que incluían a jugadores como Taylor Dent, Mardy Fish, Vince Spadea, Bob Bryan, Mike Bryan, Martina Navratilova, Venus Williams, Chanda Rubin y Lisa Raymond. Además, durante ese año Roddick formó parte del equipo de Estados Unidos de la Copa Davis, con Bob y Mike Bryan y Mardy Fish. El equipo perdió la final contra España en Sevilla, donde Roddick perdió su partido individual contra Rafael Nadal. A finales de 2004, Roddick rompió con su entrenador durante los últimos 18 meses, Brad Gilbert, y contrató al entrenador asistente de Estados Unidos en la Copa Davis, Dean Goldfine. Roddick terminó el año como el número 2 del mundo, el número 1 estadounidense y el jugador con más aces (1017).

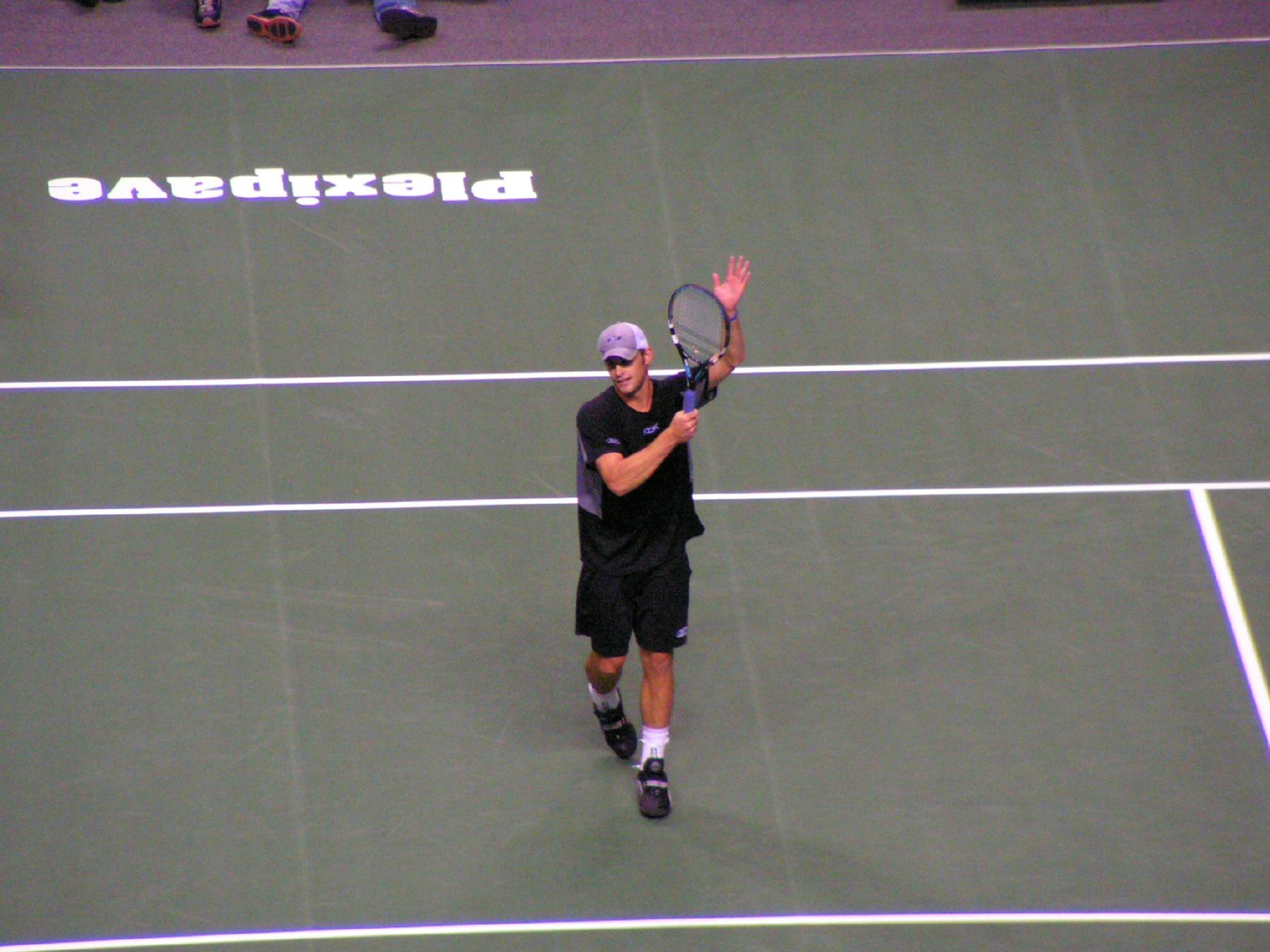
Roddick en 2005.

La primera victoria de un torneo de Andy en 2005 fue el SAP Open en San José, convirtiéndose en el primer jugador en ganar el evento dos años consecutivos desde Mark Philippoussis, quien lo hiciera en 1999 y 2000. En el Roland Garros perdió con el argentino José Acasuso en segunda ronda, y perdió la final de Wimbledon contra Roger Federer, repitiendo la actuación de 2004. En el Abierto de Estados Unidos Roddick fue eliminado por el número 70 del mundo Gilles Müller en primera ronda. Por su mala racha de la derrotas de las semifinales del Abierto de Australia y de la final de Wimbledon, Roddick fue criticado por TENNIS Magazine y otras revistas por su mal juego en 2005.

### 2006
En el Abierto de Australia, Andy perdió contra Marcos Baghdatis 6-4, 1-6, 6-3, 6-4. En febrero, Roddick y Goldfine rompieron su relación laboral, y pasó a ser entrenado por su hermano, John Roddick. Pocos días después, Roddick disputaba la primera ronda de la Copa Davis contra el equipo de Rumania, perdiendo el primer partido contra Andrei Pavel en cinco sets y ganando su segundo partido, haciendo que el equipo de Estados Unidos logrará su pase a cuartos de final.
En marzo, Roddick perdió contra el ruso de 22 años Igor Andreev en la cuarta ronda del primer ATP Masters Series del año, el Masters de Indian Wells. En abril, Andy perdió con el español David Ferrer en los cuartos de final del Masters de Miami. En Wimbledon, Roddick fue eliminado en tres sets (7-6, 6-4, 6-4), por el escocés Andy Murray en la tercera ronda del torneo.
Roddick logró su primera final del año en el Torneo de Indianápolis, donde perdió con su amigo y compatriota James Blake por 4-6, 6-4, 7-6. Pocas semanas después, Roddick lograba su primer título del año en el Masters de Cincinnati, ganando a Andy Murray en semifinales (6-3, 6-4) y derrotando en la final a Juan Carlos Ferrero por 6-3 y 6-4.
Andy comenzó el Abierto de Estados Unidos con nuevo entrenador, Jimmy Connors. Roddick ganó en primera ronda al francés Florent Serra por 6-2, 6-1, 6-3. En segunda ronda, Roddick no sufrió mucho para ganar a Kristian Pless en tres sets por 6-3, 7-6(3), 6-3. En tercera ronda, Roddick se enfrentó al español Fernando Verdasco al que ganó en cinco sets por 6-7(5), 6-3, 6-4, 6-7(4), 6-2. En octavos de final se enfrentó a Benjamin Becker, a quien venció en tres sets por 6-3, 6-4, 6-3. Roddick ganó en cuartos de final a Lleyton Hewitt de nuevo en tres sets por 6-3, 7-5, 6-4. En semifinales, venció al ruso Mijaíl Yuzhny por 6-7(5), 6-0, 7-6(3), 6-3. Ya en la final, Roddick perdió por 6-2, 4-6, 7-5, 6-1 contra Roger Federer, el dos veces campeón y número 1 del mundo.
Roddick terminó el año con su cuarta participación en la Tennis Masters Cup. El sorteo le situó en el Grupo Rojo junto a Roger Federer, David Nalbandian e Ivan Ljubičić. Roddick ganó su primer partido contra Ljubičić por 6-4, 6-7(9), 6-1, pero luego perdió su partido con Federer por 4-6, 7-6(8), 6-4, después de perder tres puntos de partido en la muerte súbita. En el último partido, perdió con Nalbandian por 6-2, 7-6(4), por lo que no logró pasar a semifinales.

### 2007

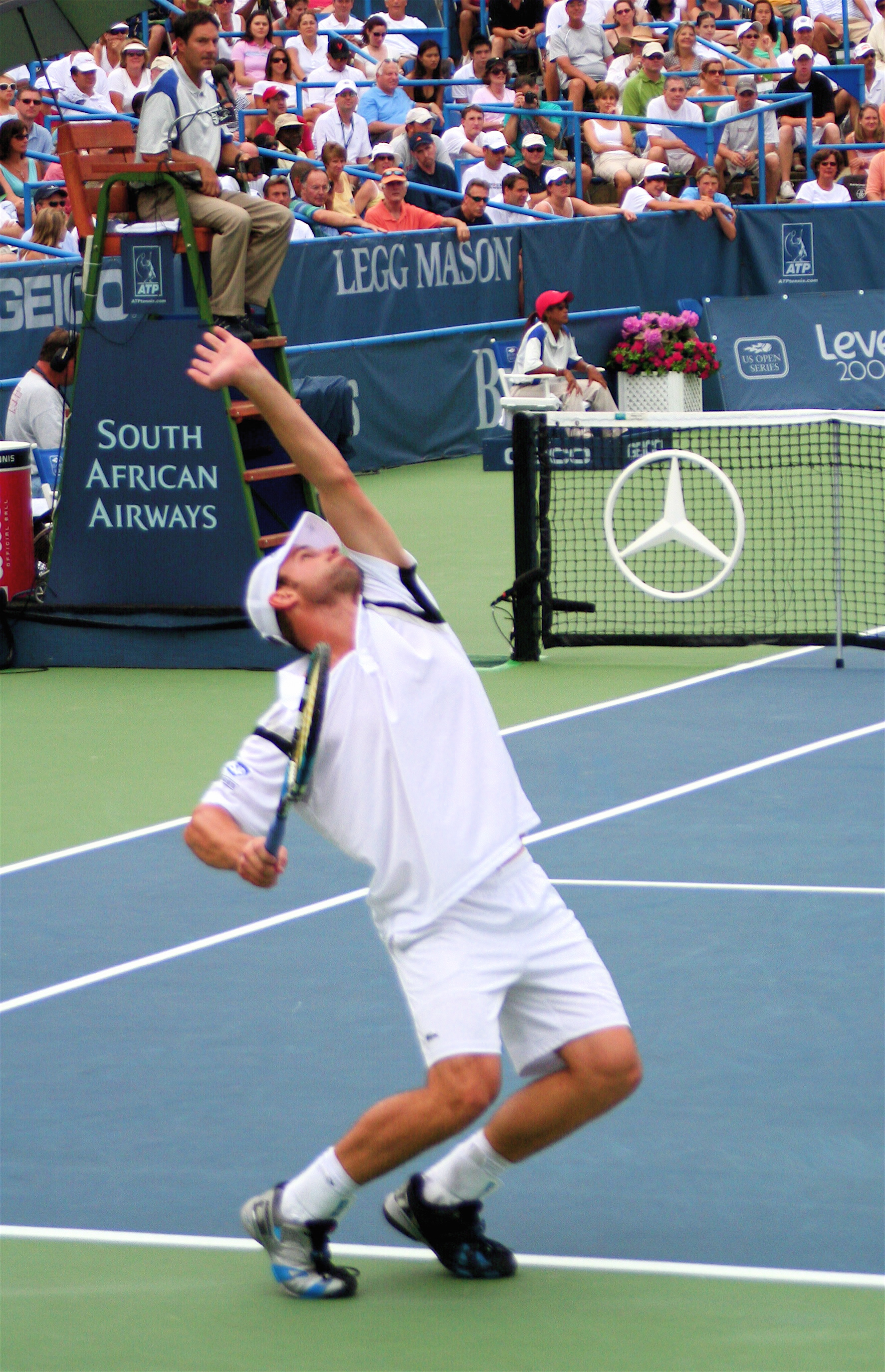
Roddick en el Torneo de Washington de 2008.

Andy comenzó 2007 pasando a la final del torneo de exhibición AAMI Kooyong Classic, donde le ganó al número 1 del mundo Roger Federer 6-2, 3-6, 6-3,.
Roddick entró en el Abierto de Australia 2007 como sexto favorito. En la primera ronda, perdió una larguísima muerte súbita (18-20) pero finalmente ganó el partido en cuatro sets contra el francés Jo-Wilfried Tsonga. Roddick le ganó en la tercera ronda al número 26 Marat Safin, y en la cuarta ronda al número nueve Mario Ančić en cinco sets. Roddick ganó su partido de cuartos de finales contra el americano Mardy Fish 6-2, 6-2, 6-2, pero fue eliminado por Roger Federer 6-4, 6-0, 6-2, en semifinales, quedando con un récord a favor de Federer, 13 - 1.
Del 9 al 12 de febrero se jugaron los partidos de primera ronda de Copa Davis, donde el equipo de Estados Unidos se enfrentaba al de República Checa, Roddick lideró el equipo teniendo de compañeros a James Blake, Bob Bryan y Mike Bryan y de capitán a Patrick McEnroe, Roddick en su primer partido se enfrentó a Ivo Minář al que le ganó 6-4, 4-6, 6-2, 6-3. Por otra parte James Blake que se disputó su juego contra Tomáš Berdych perdió 6-1, 2-6, 7-5, 7-5 y los hermanos Bryan ganaron su partidos de dobles contra Lukas Dlouhy y Pavel Vizner. El último día Andy le dio el pase a cuartos de final a su equipo ganándole a Berdych 4-6, 6-3, 6-2, 7-6(4), el triunfo lo confirmó Bob Bryan al ganarle a Dlouhy 7-6(5), 6-4 en el último partido. Estados Unidos se enfrentara el 6, 7 y 8 de abril en cuartos de final contra España en el Winston-Salem de Carolina del Norte.
Más tarde alcanzó las semifinales del SAP Open en San José, California, donde perdió contra Andy Murray, repitiéndose lo mismo que en 2006. Roddick luego le ganó a Murray en las semifinales del Regions Morgan Keegan Championships and the Cellular South Cup jugado en Memphis, Tennessee, pero después perdió en la final contra el campeón del año pasado Tommy Haas, 6-3, 6-2. Alcanzando la final, Roddick consiguió el puesto número 3 del ranking ATP, así volviendo a estar entre los tres mejores de mundo posición que no conseguía desde el 6 de marzo de 2006.
Para el primer ATP Masters Series del año, Roddick alcanzó las semifinales del Pacific Life Open en Indian Wells, California, donde perdió 6-4, 6-3 contra Rafael Nadal.
Luego jugó el Masters de Miami en Miami, Florida, donde llegó hasta los cuartos de final contra Andy Murray, donde se tuvo que retirar estando 5-3 arriba Murray en el primer set, ya que Andy notó un fuerte pinchazo en su muslo izquierdo, fue atendido pero finalmente decidió retirarse. Dada esta lesión se duda su presencia en los cuartos de final en la Copa Davis contra España, donde Estados Unidos busca ganar el torneo, cosa que no hace desde 1995. La resonancia magnética a la que se le sometió, indicó que sufre una contractura del muslo donde se descarta la rotura de fibras, si Andy no pudiera jugar sería reemplazado por Mardy Fish. Después de sesiones de recuperaciones, Roddick logra estar en perfecta forma física para su primer partido contra Fernando Verdasco, a quien le gana 7-6(5), 6-1 y 6-4 así siguiendo a su compatriota James Blake que había ganado previamente a Tommy Robredo, con esta victoria logran poner a Estados Unidos 2-0 contra España, ya con el pase a semifinales casi asegurado juegan los hermanos Bob Bryan y Mike Bryan, donde logran el punto decisivo para la clasificación a semifinales contra otro país que había decidido su clasificación en el partido de dobles, Suecia, en el último día Andy no jugó por su lesión, y lo remplazó Bob Bryan que perdió contra Tommy Robredo, el último punto lo ganó James Blake al vencer a Feliciano López, así Estados Unidos logra el definitivo 4-1.
Después del fin de semana de los cuartos de final de la Copa Davis, Andy comunica que renuncia al torneo de Houston que jugaría esa semana, a causa de tener más tiempo para la total recuperación de su lesión. Más tarde anuncia que tampoco jugará el Masters de Montecarlo. Su próximo torneo es el Masters de Roma en arcilla.
En el Roland Garros perdió en primera ronda y dos semanas después jugó en el torneo Queen's en el cual se coronó campeón venciendo en la final a Nicolas Mahut por un marcador de 4-6 7-6(7) 7-6(2), convirtiéndolo por cuarta vez campeón en este torneo.
Más tarde logra alcanzar los cuartos de final del torneo de Grand Slam de Wimbledon donde pierde sorprendentemente contra el francés Richard Gasquet por 6-4, 6-4, 6-7, 6-7, 6-8 que luego caerá ante el pentacampeón Roger Federer por 7-5, 6-3, 6-4.
Luego Roddick alcanzó las semifinales del Torneo de Indianápolis, torneo de preparación para el Abierto de Estados Unidos, donde perdió en sets corridos contra el joven canadiense, Frank Dancevic por 6-4 y 7-5. Después logra ganar el Torneo de Washington derrotando en la final a su compatriota John Isner por 6-4 y 7-5(4).
En el Masters de Canadá cae en cuartos de final perdiendo contra el eventual campeón del torneo, Novak Đoković, en sets corridos. En el torneo jugado la semana siguiente, el Masters de Cincinnati, perdió en tercera ronda contra el español David Ferrer.
Más tarde se inicia el cuarto Grand Slam de la temporada, el Abierto de Estados Unidos, donde el americano cae en cuartos de final del torneo al ser derrotado por el vigente campeón Roger Federer por 7-6(5) 7-6(4) y 6-2. De esta forma el jugador no puede repetir el resultado logrado en 2003, donde consiguió ganar el título, y termina la temporada en lo que se refiere a Grand Slam, con resultados buenos en cada uno de ellos.
Con los Grand Slam terminados, el objetivo más importante para Roddick se centra en conquistar por primera vez la Copa Davis. En septiembre viaja a Gotemburgo resultando vital en la victoria por semifinales ante Suecia por 4-1, ganando sus dos partidos de individuales ante Jonas Björkman y Thomas Johansson consiguiendo estar en la final de la copa por segunda vez. Por lesión no participa en el Masters de Madrid aunque si lo hace la semana siguiente en Lyon donde pierde en primera ronda ante Fabrice Santoro. Su lesión lo obliga a retirarse del Masters de París y queda en duda su participación en la Masters Cup, sobre todo teniendo en cuenta la inminencia de la final de la Copa Davis, su prioridad.
Finalmente participa en la Masters Cup de Shanghái obteniendo victorias ante Nikolai Davydenko y Fernando González y perdiendo el tercer partido ante Roger Federer. En semifinales es víctima del excelente momento del español David Ferrer quien lo derrota fácilmente y así relega a Roddick al 6.º puesto en el ranking de ATP.
En la final de Copa Davis en Portland, Roddick logra una contundente victoria ante el ruso Dmitry Tursunov en el primer partido y las victorias de Blake en el segundo singles y de los hermanos Bryan en el dobles deparan una rápida victoria para los norteamericanos. Roddick consigue la Davis por primera vez en su carrera y la primera para Estados Unidos desde 1995.

### 2008
Andy comienza el año disputando el Abierto de Australia. En primera ronda vence al checo Lukáš Dlouhý por 6-3, 6-4, 7-5. En segunda ronda su rival fue el alemán Michael Berrer, al que logró vencer sin demasiados problemas en 3 sets: 6-2, 6-2, 6-4. Sin embargo, el sorteo deparó que fuera otro alemán, Philipp Kohlschreiber, quien acabará con las posibilidades del estadounidense en el primer Grand Slam en la tercera ronda después de un apasionante partido de 3 horas y 50 minutos de duración. El resultado global fue de 4-6, 6-3, 6-7(9), 7-6(3) y 6-8.

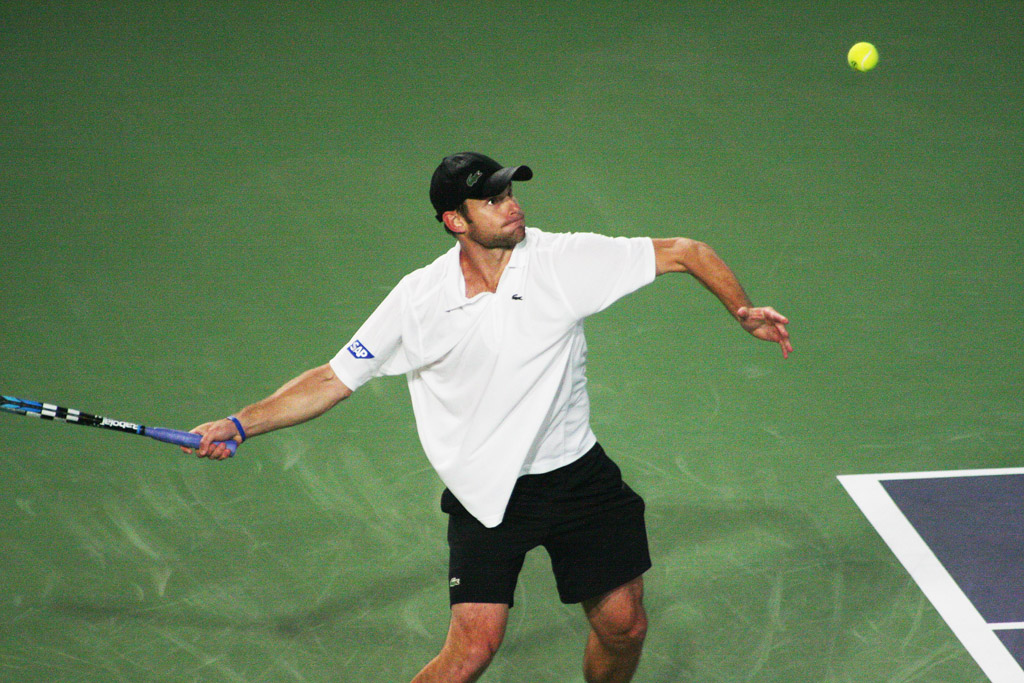
Roddick en su título nº26 en China.

En febrero, es pieza importante del pase de Estados Unidos a cuartos de final de la Copa Davis, al vencer su partido contra el austriaco Jürgen Melzer en otro duro partido a cinco sets por 6-4, 4-6, 6-3, 6-7(4) y 6-3, en una eliminatoria disputada en Austria y en tierra batida, una de las superficies menos queridas por Andy Roddick. Dos semanas después, consigue ganar por tercera vez en su carrera el torneo de San José, venciendo en la final al checo Radek Štěpánek por 6-4, 7-5.

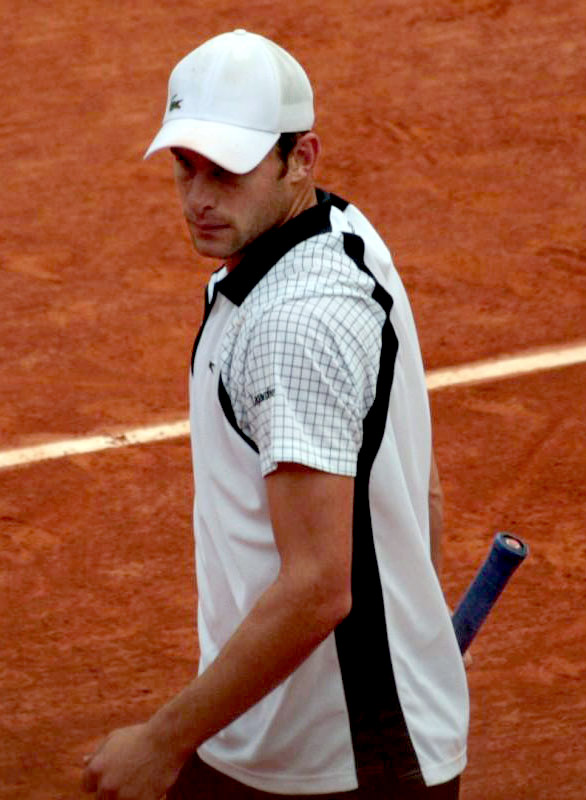
Roddick en Roland Garros 2008.

Sin embargo, es en el Torneo de Dubái en el que Andy Roddick pega un golpe sobre la mesa, demostrando que poco a poco está recuperando su mejor tenis, dejando en el camino nada más y nada menos que al n.º 2 del mundo Rafael Nadal en cuartos de final y al n.º 3 del mundo Novak Đoković en las semifinales. En la final le esperaría el también español Feliciano López: en el primer set la victoria cayó de lado español por 6-7, mientras que los dos siguientes fueron para el estadounidense por 6-4 y 6-2. Durante este torneo Andy anuncia el fin del contrato con el que actualmente era su entrenador Jimmy Connors.
En el Masters de Indian Wells, primer Masters Series de la temporada, Roddick sufre un duro revés al quedar apeado del torneo en su primer partido contra el alemán Tommy Haas, no logrando así igualar su anterior temporada, en la que alcanzó las semifinales. Sin embargo, en el Masters de Miami si consigue mejorar su anterior resultado, llegando hasta semifinales tras haber vencido al suizo Roger Federer en cuartos de final. En las semifinales se toparía con el ruso Nikolai Davydenko, que le vencería en dos sets por 6-7(5), 2-6.
En abril, contribuye enormemente al pase de Estados Unidos a las semifinales de la Copa Davis, ganando sus dos partidos contra Francia en una eliminatoria que finalizó con 4-1 a favor de los estadounidenses.
Llega el Masters de Roma, el primero de la serie de tierra batida al que acudirá Andy Roddick, ya que rechazó por quinto año consecutivo participar en el Masters de Montecarlo. En Roma, Andy consigue igualar su mejor resultado en este Masters de toda su carrera, llegando a semifinales. En segunda ronda vence a su buen amigo Mardy Fish por 6-1, 6-4. En tercera ronda su víctima será el italiano Simone Bolelli por 7-6(5), 6-3. En cuartos de final disputó un gran partido contra el español Tommy Robredo, venciéndolo en 3 sets por 6-3, 4-6 y 7-6. Como consecuencia de este duro partido, al día siguiente en semifinales acabaría por retirarse cuando el partido iba 0-3 a favor del suizo Stanislas Wawrinka.

### 2009

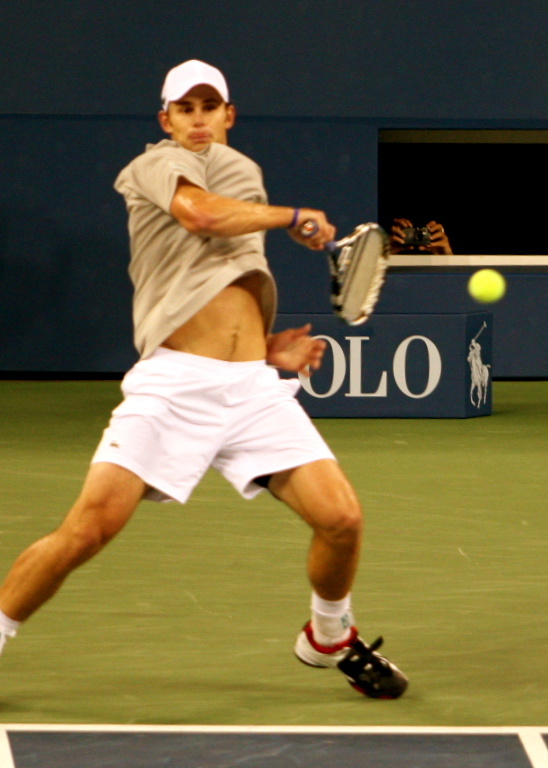
Roddick en el Abierto de Estados Unidos 2009.

Andy comienza el año en el torneo de Doha, en Catar, donde alcanza la final y cae ante el escocés Andy Murray. Luego en el abierto de Australia supera a Novak Djokovic en los cuartos de final y después cae en semifinales contra Roger Federer. En marzo obtiene el título de Memphis. En la temporada de tierra logra buen resultado en Madrid donde es cuartofinalista. En Roland Garros termina su andadura en octavos de final contra el local Gael Monfils.
Llegada la temporada de hierba, consigue semifinales en Queens y es finalista en una final histórica contra su eterno rival Roger Federer en Wimbledon, donde cae 5-7, 7-6, 7-6, 3-6, 16-14 en un maratoniano partido.
En el Torneo de Washington pierde la final con Juan Martín Del Potro. Luego el 15 de agosto pierde la semifinal del Montreal TMS nuevamente con Juan Martín Del Potro. Sorprendentemente cae eliminado ante el gigante estadounidense John Isner en 5 sets en el Abierto de Estados Unidos.

### 2010
Comienza el año Roddick ganando el torneo ATP de Brisbane, Australia, en una apretada final contra el checo Radek Štěpánek, y así llegando a su vigésimo octavo título profesional y convirtiéndose en el único jugador activo en ganar por lo menos un torneo por año en diez temporadas, con este título suma 100 puntos más para el ranking, afirmándose como 7.º del Ranking ATP.

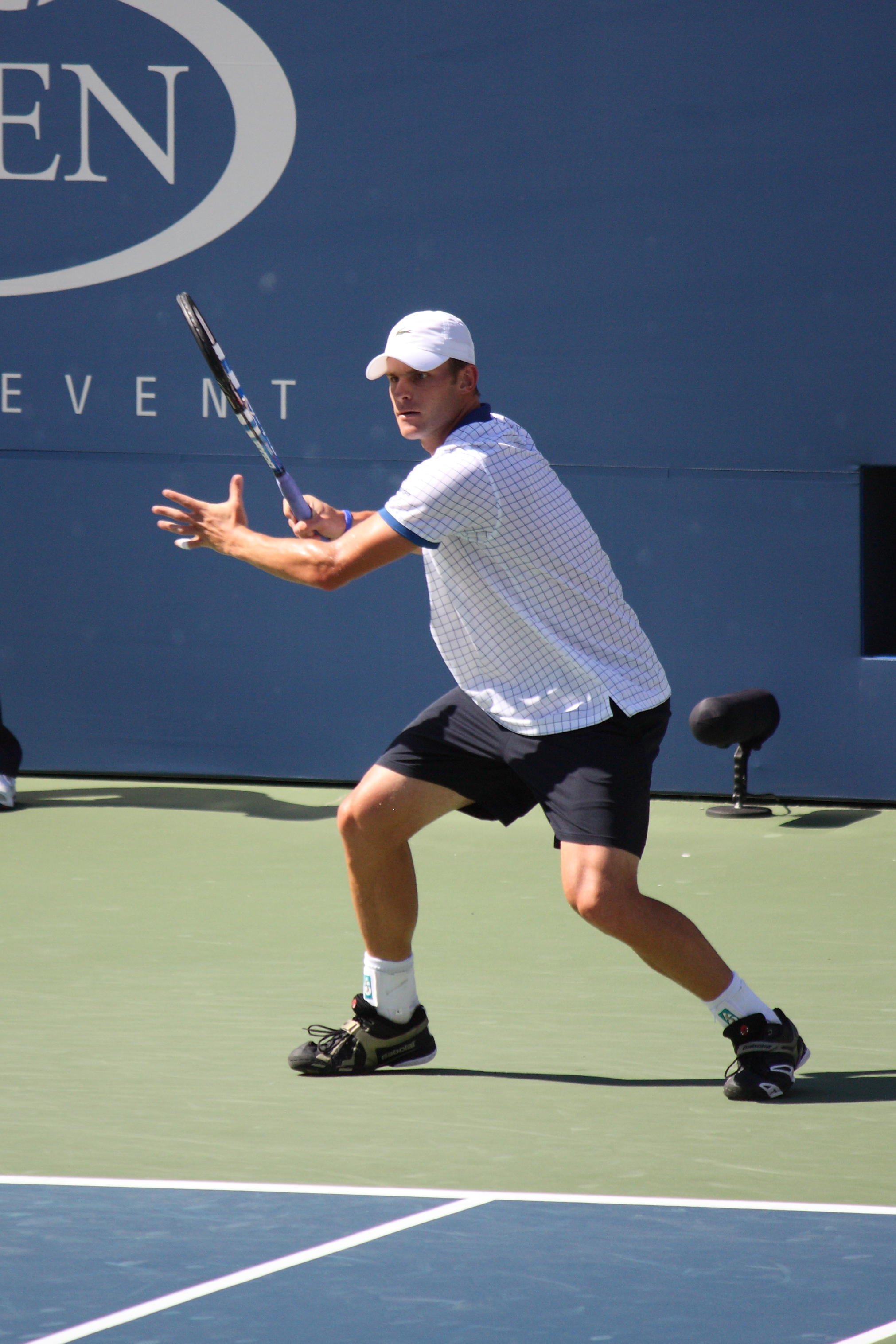
Roddick en el Abierto de los Estados Unidos 2010.

Andy entró al Abierto de Australia como cabeza de serie número 7, en sus dos primeros partidos contra Bakker y Belluci el estadounidense ganó con gran comodidad sin perder ningún set, en tercera ronda venció al español Feliciano López, llegando en dos ocasiones a definir sets por el tiebreak, su primer partido contra un cabeza de serie lo tuvo contra el chileno Fernando González al que venció en 5 sets; en cuartos de final sería derrotado por Marin Čilić, aunque se alcanzó a recuperar de dos sets abajo, no le fue suficiente para superar al croata.
Luego jugó el torneo de San José, California, llegando a la final, y perdió la misma ante Fernando Verdasco por 3/6 6/4 6/4.Luego juega el torneo de Memphis, perdiendo en cuartos de final frente a Sam Querrey por 7/5 3/6 6/1.
Luego comienza el primer masters 1000 del Indian Wells. En Segunda ronda derrota sin tantos problemas a Yen-Hsun Lu por 6/4 6/4, En Tercera ronda le gana a Thiemo de Bakker, quien derrotó en primera y segunda ronda a Marcos Daniel y Janko Tipsarević respectivamente, por 6/4 6/3. En Cuarta derrota a Jurgen Melzer con definición en tiebreak de primer set por 7/6 (7-5) 6/4. En Cuartos se enfrenta a Tommy Robredo derrotando sin mayores problemas por 6/3 7/5. En Semis derrota al sexto preclasificado sueco Robin Söderling en tres sets por 6/4 3/6 6/3 ganando el pase a la final. En su último partido del torneo (La Final) Sorpresivamente es derrotado por el Croata Ivan Llubicic por 7/6 (7/3) 7/6 (7-5), quien derrotó a Novak Djokovic y a Rafael Nadal en los anteriores partidos.
En el segundo Masters 1000 de la temporada, Miami, le gana en segunda ronda al Ruso Igor Andreev por 6/4 6/4. En Tercera Derrota al ucraniano Sergiy Stakhovsky en un facilísimo partido, 6/1 6/2. En cuarta ronda se enfrenta al alemán Benjamin Becker ganándole no tan fácil pero en dos sets por 7/6 (7-4) 6/3. En Cuartos enfrenta al 33° preclasificado, Nicolás Almagro por 6/3 6/3. En semifinales enfrenta al ex número 1, Rafael Nadal, ganándole sorpresivamente por 4/6 6/3 6/3 ganando el pase a la final como en el masters 1000 anterior. En la final enfrenta a Tomáš Berdych, quien derrotó al mejor jugador de todos los tiempos, Roger Federer, por 6/4 6/7 (3-7) 7/6 (8-6), Salvando un punto de partido del suizo en el 6-5 del set definitivo. Andy derrota a Tomáš Berdych por 7/5 6/4, ganando su primer masters 1000 desde agosto de 2006 en Cincinnati, recuperando el séptimo lugar en el Ranking.

### 2012

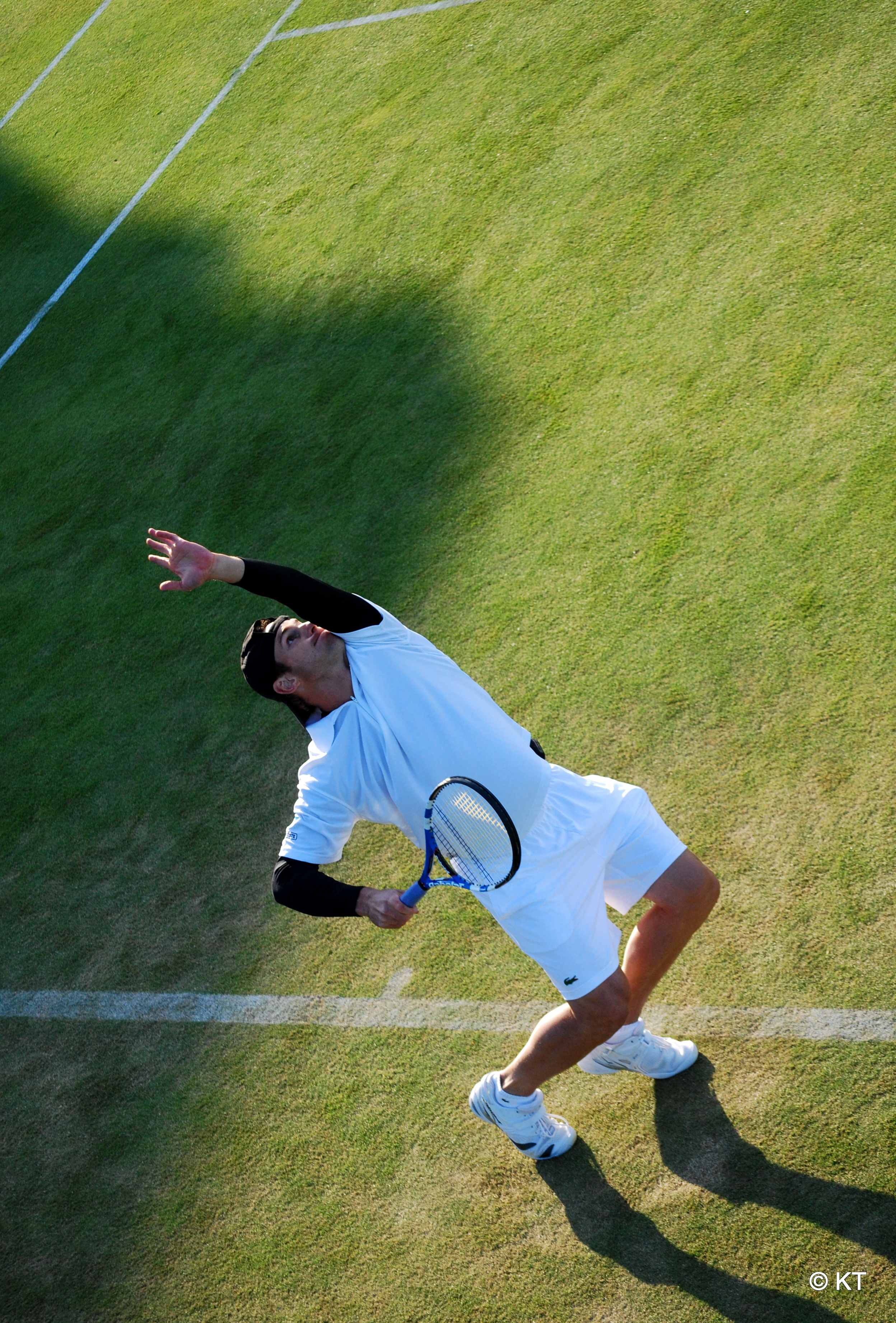
Roddick en 2011.

Luego de varios malos resultados, Roddick se alza con el título del Torneo de Eastbourne 2012, igualando el récord de Roger Federer de los últimos 12 años ganando al menos un torneo.
Durante el Us Open, anuncia su retiro al concluir dicho torneo diciendo en rueda de prensa: "Simplemente siento que ya es tiempo. No sé si estoy suficientemente sano o comprometido para seguir otro año... Siempre he deseado, en un mundo perfecto, terminar en este torneo" además señaló que "he estado pensando sobre ello (el retiro) durante algún tiempo" y que supo con certeza que ahora era el momento de renunciar después de su victoria de primera ronda por 6-3, 6-4, 6-4 sobre el estadounidense de 21 años Rhyne Williams en primera ronda.
En segunda ronda consiguió llenar la pista central del centro tenístico Billie Jean, en la que los miles de aficionados lograron deleitarse viendo a su ídolo local arrollando a Bernard Tomic por un contundente 6-3, 6-4 y 6-0.
En tercera ronda derrotó a su gran amigo, el italiano Fabio Fognini, por 7-5, 7-6(1), 4-6 y 6-4.
Ya en cuarta ronda, enfrentando a Juan Martín del Potro, el partido fue suspendido el día 4 de septiembre por demora de lluvia con un 6-6 (1-0 en tie break a favor de Roddick), el 5 de septiembre al retomar la acción, el estadounidense ganó el primer set con las baterías al máximo; en el segundo set la contienda siguió pareja desembocando en el tie break, donde lamentablemente Andy perdió el set por cometer una doble falta. El tercer set Roddick perdió el servicio en dos ocasiones, y en el cuarto set volvió a perder su saque en una ocasión salvando un "career point" en el noveno game, pero el argentino, finalmente con su servicio sacó de la escena tenística al gran Andy. El público local ve despedirse a unos de los grandes tenistas que tuvo este deporte por un 7-6(1), 6-7(4), 2-6, 4-6. Se despidió entre lágrimas, agradeciendo a sus padres, a sus amigos, a su team y a su esposa.

## Equipamiento
En abril de 2005, Reebok anunció el final de su contrato con Andy, que había pertenecido a la marca desde que él tenía 17 años. Más adelante se unió a la marca francesa Lacoste.
Roddick también sacó a la venta una colonia con Parlux Fragrances en 2006.
Hasta su retiro, utilizaba la raqueta "Pure Drive Roddick GT" diseñada por el mismo con el fabricante de raquetas Babolat. Roddick utilizaba los zapatos de tenis Babolat Propulse 3.

## Clasificación histórica
| Torneo                                                                       | 2012 | 2011 | 2010 | 2009 | 2008              | 2007              | 2006              | 2005              | 2004              | 2003              | 2002              | 2001              | 2000              | G-P    | Títulos |
| ---------------------------------------------------------------------------- | ---- | ---- | ---- | ---- | ----------------- | ----------------- | ----------------- | ----------------- | ----------------- | ----------------- | ----------------- | ----------------- | ----------------- | ------ | ------- |
| Abierto de Australia                                                         | 2R   | 4R   | CF   | SF   | 3R                | SF                | 4R                | SF                | CF                | SF                | 2R                | -                 | -                 | 34-10  | 0       |
| Roland Garros                                                                | 1R   | -    | 3R   | 4R   | -                 | 1R                | 1R                | 2R                | 2R                | 1R                | 1R                | 3R                | -                 | 9-10   | 0       |
| Wimbledon                                                                    | 3R   | 3R   | 4R   | F    | 2R                | CF                | 3R                | F                 | F                 | SF                | 3R                | 3R                | -                 | 36-10  | 0       |
| Abierto de Estados Unidos                                                    | 4R   | CF   | 2R   | 3R   | CF                | CF                | F                 | 1R                | CF                | G                 | CF                | CF                | 1R                | 43-12  | 1       |
| ATP Masters 1000                                                             |      |      |      |      |                   |                   |                   |                   |                   |                   |                   |                   |                   |        |         |
| Indian Wells                                                                 | 3R   | 4R   | F    | SF   | 2R                | SF                | 4R                | SF                | CF                | CF                | -                 | -                 | -                 | 27-9   | 0       |
| Miami                                                                        | 4R   | 2R   | G    | CF   | SF                | CF                | CF                | 2R                | G                 | 3R                | 2R                | CF                | 2R                | 33-11  | 2       |
| Montecarlo                                                                   | -    | -    | -    | -    | -                 | -                 | -                 | -                 | -                 | 1R                | 3R                | -                 | -                 | 2-2    | 0       |
| Roma                                                                         | -    | 1R   | -    | -    | SF                | 3R                | CF                | 3R                | 1R                | 2R                | SF                | -                 | -                 | 14-8   | 0       |
| Madrid                                                                       | -    | 1R   | -    | CF   | 3R                | -                 | 3R                | 2R                | -                 | 2R                | 3R                | -                 | -                 | 5-7    | 0       |
| Canadá                                                                       | -    | -    | -    | SF   | 3R                | CF                | -                 | 1R                | F                 | G                 | F                 | CF                | -                 | 25-7   | 1       |
| Cincinnati                                                                   | 1R   | 1R   | SF   | 2R   | -                 | 3R                | G                 | F                 | SF                | G                 | CF                | 1R                | 1R                | 29-9   | 2       |
| Shanghái                                                                     | -    | CF   | 2R   | 2R   | No Masters Series | No Masters Series | No Masters Series | No Masters Series | No Masters Series | No Masters Series | No Masters Series | No Masters Series | No Masters Series | 4-3    | 0       |
| París                                                                        | -    | 3R   | CF   | -    | CF                | -                 | -                 | SF                | 3R                | SF                | CF                | 2R                | -                 | 13-7   | 0       |
| Hamburgo                                                                     | NM   | NM   | NM   | NM   | -                 | -                 | 1R                | -                 | 2R                | 3R                | -                 | -                 | -                 | 3-3    | 0       |
| Total                                                                        | 0    | 0    | 1    | 0    | 0                 | 0                 | 1                 | 0                 | 1                 | 2                 | 0                 | 0                 | 0                 | 140-63 | 6       |
| ATP World Tour Finals                                                        | -    | -    | RR   | -    | RR                | SF                | RR                | -                 | SF                | SF                | -                 | -                 | -                 | 8-11   | 0       |
| Leyenda: G:Torneo ganado; F:Finalista; SF:Semifinalista; CF:Cuartos de final |      |      |      |      |                   |                   |                   |                   |                   |                   |                   |                   |                   |        |         |